# 星野町 (横浜市)
星野町（ほしのちょう）は、神奈川県横浜市神奈川区の町名。丁番を持たない単独町名である。住居表示未実施。

## 地理
神奈川区臨海部の港湾地区に位置する。面積は0.047km2。

## 歴史
かつては現神奈川にまたがる付近に神奈川台場があり、現在も石垣遺構が残る。

### 沿革
- 1906年（明治39年）10月16日 - 埋立により、星野町を設置[6]。町名は、埋立者の姓「星野」を採った[7]。
- 1919年（大正8年）7月8日 - 埋立地編入[8]。
- 1924年（大正13年）10月1日 - 貨物駅の東高島駅開業
- 1927年（昭和2年）10月1日 - 区制施行により神奈川区になる[9]。
- 1930年（昭和5年）8月26日 - 埋立地編入[10]。
- 1932年（昭和7年）1月1日 - 神奈川町の一部を編入[10]。
- 2003年（平成15年）3月 - 星野町および山内町の各一部と橋本町2丁目について、工場跡地やドック（浅野造船所）跡地などの土地利用転換により、再開発することを目的とする「山内ふ頭周辺地区土地区画整理組合」[11]が設立
- 2004年（平成16年）6月 - 区画整理事業着工（一帯は後にコットンハーバー地区となる）
- 2004年（平成16年）7月15日 - 換地完了に伴い、橋本町の一部を編入[12]。
- 東高島駅北側についても、再開発計画がまとめられ[13]、2025年現在開発が進行中である。

## 世帯数と人口
2025年（令和7年）6月30日現在（横浜市発表）の世帯数と人口は以下の通りである。
| 町丁   | 世帯数  | 人口    |
| ------ | ------- | ------- |
| 星野町 | 449世帯 | 1,091人 |

### 人口の変遷
国勢調査による人口の推移。
| 年                 | 人口  |
| ------------------ | ----- |
| 1995年（平成7年）  | 23    |
| 2000年（平成12年） | 19    |
| 2005年（平成17年） | 34    |
| 2010年（平成22年） | 606   |
| 2015年（平成27年） | 700   |
| 2020年（令和2年）  | 1,009 |

### 世帯数の変遷
国勢調査による世帯数の推移。
| 年                 | 世帯数 |
| ------------------ | ------ |
| 1995年（平成7年）  | 14     |
| 2000年（平成12年） | 11     |
| 2005年（平成17年） | 31     |
| 2010年（平成22年） | 244    |
| 2015年（平成27年） | 311    |
| 2020年（令和2年）  | 432    |

## 学区
市立小・中学校に通う場合、学区は以下の通りとなる（2024年11月時点）。
| 番地 | 小学校               | 中学校               |
| ---- | -------------------- | -------------------- |
| 全域 | 横浜市立幸ケ谷小学校 | 横浜市立栗田谷中学校 |

## 事業所
2021年（令和3年）現在の経済センサス調査による事業所数と従業員数は以下の通りである。
| 町丁   | 事業所数 | 従業員数 |
| ------ | -------- | -------- |
| 星野町 | 15事業所 | 244人    |

### 事業者数の変遷
経済センサスによる事業所数の推移。
| 年                 | 事業者数 |
| ------------------ | -------- |
| 2016年（平成28年） | 19       |
| 2021年（令和3年）  | 15       |

### 従業員数の変遷
経済センサスによる従業員数の推移。
| 年                 | 従業員数 |
| ------------------ | -------- |
| 2016年（平成28年） | 428      |
| 2021年（令和3年）  | 244      |

## 交通
横浜市営バス48系統が町内を運行しているが、停留所は存在しない。隣接する橋本町には「星野町公園前」と「コットンハーバー」停留所が存在する。東神奈川駅発着の便も存在するが、平日朝の2便のみにとどまっており、その他の便はすべてコットンハーバー地区を循環（夜間にコットンハーバー行の便が一部存在）し、横浜駅発着の便となっている。
鉄道の面では東高島駅が設置されているが、開業当時から現在まで貨物駅としてのみ使用されており、旅客の乗降は不可能となっている。

## その他

### 日本郵便
- 郵便番号 : 221-0035[3]（集配局：神奈川郵便局[23]）

### 警察
町内の警察の管轄区域は以下の通りである。
| 番・番地等 | 警察署       | 交番・駐在所     |
| ---------- | ------------ | ---------------- |
| 全域       | 神奈川警察署 | 東神奈川駅前交番 |